# SHIT HAPPENING
SHIT HAPPENING（シット・ハプニング）は、2008年から2019年まで活動した日本のメロディック・ハードコアバンドで、栃木県出身の4人組。

## メンバー
- 小野﨑建太　おのざきけんた
  - ボーカル・ギター担当。1989年5月31日生まれ。栃木県矢板市出身。
- 岩瀬晃二郎　いわせこうじろう
  - ギター・コーラス担当。1989年12月25日生まれ。栃木県宇都宮市出身。
- 今瀬智成　いませともしげ
  - ベース・コーラス担当。1989年10月9日生まれ。栃木県那珂川町出身。
- 梅田貴之　うめだたかゆき
  - ドラム・コーラス担当。1989年5月29日生まれ。栃木県烏山市出身。

## 経歴
学生時代に同級生であったボーカルの小野﨑、ドラムの梅田、前ベースの五月女が中心となり前身バンドを結成。高校3年生時に岩瀬が加入しバンド名を「SHIT HAPPENING」と改名する。このバンド名は映画「フォレスト・ガンプ/一期一会」の劇中の一説から取ったとされている。
2009年8月8日、「閃光ライオット2009」で5500組の出場者のなかグランプリを獲得した。デビュー後ベースを務めていた五月女が脱退し、2代目のベースとなる今瀬智成が加入する。
2010年、1stミニアルバム「SHIT HAPPENING」発表。メロディック界の名門インディーズレーベルであったCATCH ALL RECORDSに初の日本語詞バンドとして所属する。
2013年にFIVE RAT RECORDSへ移籍、2015年8月5日に、アルバム「Landmark」発表。
2016年10月24日から活動を一時休止、丸一年後に活動再開を発表、12月6日から活動再開。2017年から現ベース・今瀬が代表取締役を務めていたTheatrical Records所属。2018年1月に復活後初作品となる「Stargazer」を発表。リード曲である「彗星」「Collins」のMV監督は映画「新聞記者」の藤井道人。同年、10周年を記念して初のワンマンライブツアーを敢行、ファイナルはキャリア初の渋谷CLUB QUATTROにて満員のキャパシティで行われた。
2019年2月8日、6月17日を以て解散することを発表。6月17日に解散。
ラストシングルを携えて行われた行われた解散ツアーは全て完売。
解散後、小野﨑はソロ活動、岩瀬と梅田は各々で音楽活動を行なっている。